# Vega de Villalobos
Vega de Villalobos is een gemeente in de Spaanse provincie Zamora in de regio Castilië en León met een oppervlakte van 10,18 km². Vega de Villalobos telt 117 inwoners (1 januari 2016).

## Demografische ontwikkeling
Bron: INE, 1857-2011: volkstellingen